# 牡蛎冰淇淋
牡蛎冰淇淋（英語：Oyster ice cream）是一种自1842年起已經存在的冰淇淋口味。 描述为具有咸鮮的味道，此口味的冰淇淋已經在一些牡蛎节上有供應。

## 历史
以前人們认为把牡蛎和冰淇淋放在一起吃損害健康；但一些调查人员在1930年代時宣称，这一信念是毫无根据的。 牡蛎冰淇淋早在1842年已经存在，出現在玛丽·蘭道夫的食谱《弗吉尼亚州的家庭主妇》中。這種冰淇淋據說也是多莉·麥迪遜最愛的雪糕口味，在白宫享用。因为冰相當稀缺和难于找到的關係，在过去，当牡蛎冰淇淋是第一次出現时，它被視为是一种奢侈食物，只有「上层阶级」能夠享受。

## 准备和说明
根据西班牙出生的厨师何塞·安德烈的說法，牡蛎冰淇淋是通过「在凍結混合物之前轻轻地加热牡蛎和奶油」製作出來的產物。 罗伯特·布兰特利，冰淇淋的研究者，描述了牡蛎冰淇淋为「[實]質上的[...]無糖的[...]凍結的牡蠣周打湯」。 牡蛎冰淇淋有種咸鮮味，而不像一般甜味的冰淇淋。

## 在流行文化和著名的使用
牡蛎冰淇淋被马克吐温的小說的 汤姆·索亚历险记提及。這種冰淇淋口味深受作者喜愛。 有一個被視为傳說的故事則宣稱，牡蛎冰淇淋是「乔治·华盛顿的最爱」。 牡蛎冰淇淋的两種變體都出現在九月埃塞克斯的科尔切斯特牡蛎节上。 2013年6月在阿克塔大街上舉辦的第23届牡蛎节供應了「牡蛎和生姜」冰淇淋。